# Departamentul Masaya
Departamentul Masaya este una dintre cele 17  unități administrativ-teritoriale de gradul I  ale statului  Nicaragua. Are o populație de 289.988 locuitori (2005). Reședința sa este orașul Masaya.